# 張良澤
張良澤（1939年9月1日—），台灣作家、評論家。彰化縣永靖鄉五汴頭人，出生於台中州能高郡埔里街（今南投縣埔里鎮）。曾任國立成功大學講師、日本筑波大學副教授。現任真理大學麻豆校區台灣文學資料館名譽館長、《台灣文學評論》雜誌主編兼發行人 。專長為台灣文學史。

## 生平
張良澤自承為福佬客，父系祖籍廣東潮州饒平，母系祖先則是平埔原住民後裔。祖父張開恭是漢醫及詩人。老家在員林郡永靖庄五汴頭。父親張水景在日治時期到埔里街役場擔任獸醫，母親張陳氏錦雲在埔里街役場擔任產婆。:2昭和14年（1939年）張良澤出生於埔里街烏牛欄，:1幼年時期曾移居和美、線西。戰後，於1946年8月入彰化縣永靖鄉永興國民學校，:141947年二年級轉入永靖國民學校，:151952年畢業。:23
張良澤於1955年入臺南師範學校（後來的臺南大學）北港分部，在校時受到國文老師影響，立志文學創作。二年級遷至臺南師範學校校本部，並首次投稿成功於《公論報》。1958年畢業。1961年，張良澤考入臺灣省立成功大學（後來的國立成功大學）中文系，訪問鍾理和遺孀後開始整理鍾理和遺稿，並計畫於《成大青年》出刊〈鍾理和紀念專刊〉，遭到教官撤換。:931965年畢業，7月入伍服兵役，擔任預官，任陸軍政務官；9月任少尉營務官。:1171966年夏天退伍。
1966年11月，張良澤前往日本。1967年3月入關西大學中國文學研究所留學，師事增田涉。留學期間曾嘗試翻譯三島由紀夫的小說《金閣寺》，並與鍾肇政合譯為單行本，由晚蟬書店發行。:1811970年獲得文學碩士學位。在日本期間，得到台灣青年獨立聯盟機關刊物《臺灣青年》。:182
1972年9月，張良澤在國立成功大學中國文學系主任尉素秋介紹下回國任該系專任講師，並在成大要求下加入中國國民黨。:207在成大任教期間曾以「鐵英」為筆名在《自立晚報》設一專欄「鳳凰樹」，介紹台灣文壇動態。並參與創立校內的「鳳凰樹文學獎」，1973年張良澤指導學生會成立「鳳凰樹文學獎」章程，同年5月舉行第一屆頒獎，:212此後「鳳凰樹文學獎」延續至今。在成大時期，張良澤也積極收集舊文獻，認識了劉峰松。:252然而因張良澤在日本時曾接觸左派文人作品，又因在成大時提倡鄉土文學，導致在白色恐怖統治下受到國民黨政府特務的騷擾，包括其成大同事皆曾被騷擾，最後在1978年離開台灣、前往日本。
1976年因胸部動脈斷裂，經臺北榮民總醫院急救治療後，轉台南陸軍總醫院（即當時台南804總醫院，今國軍桃園總醫院）再療養一個月，於11月出院。吳南圖還請他在總院的朋友特別照料。蔡醫師夫婦也常探望。
1978年，張良澤任筑波大學副教授。1984年結識楊杏庭。楊杏庭逝世後，張良澤整理遺稿，於1990年出版《受難者》。1990年張良澤任共立女子大學教授。
張良澤長期名列國民黨政權的黑名單，直到1992年黑名單解除後才得以返回台灣。1997年真理大學創立臺灣第一間臺灣文學系後，張良澤出任首任系主任。1997年3月真理大學淡水校區成立台灣文學資料館，2001年9月台灣文學資料館陸續移往麻豆校區。2001年，張良澤參與創刊《台灣文學評論》。2009年，張良澤退休，獲頒真理大學台灣文學資料館名譽館長。
2021年1月8日晚間，鍾肇政之子鍾延威在臉書發文揭露，張良澤因真理大學台灣文學資料館兩度無預警換鎖，遭拒於門外已有數日，甚至被罵「連職員都不是」。2021年1月9日，張良澤表示，2009年他退休後這十多年在台灣文學資料館都是做義工，真理大學未與他溝通就兩度換鎖。真理大學公關組組長何月妃表示，台灣文學資料館是因曾遭竊賊與野狗闖入而換鎖。

## 文學貢獻
張良澤曾整理大量台灣文學家的作品，包括編輯鹽分地帶作家吳新榮作品為《吳新榮全集》、《吳新榮日記全集》，以及將吳濁流、王詩琅等人的作品集結為《鍾理和全集》、《吳濁流全集》、《王詩琅全集》。翻譯方面，張良澤曾翻譯吳濁流的巨著《亞細亞的孤兒》、灣生作家新垣宏一的《華麗島歲月》。

## 著作
- 張良澤，《四十五自述：我的文學歷程》，前衛出版社，1988年臺灣版一刷。